# Tom Dean
Thomas "Tom" Dean (Reino Unido, 2 de maio de 2000) é um nadador britânico. Ele é o campeão olímpico dos Jogos Olímpicos de Verão de 2020 nos 200 metros livres e na estafeta 4 x 200 metros livres.
Ele representou a Grã-Bretanha no Campeonato Europeu Júnior de Natação e no Campeonatos Europeus Multiesportivos. Competiu, ainda, no Campeonato Europeu de Natação de 2021, em que venceu três medalhas de ouro e duas medalhas de prata nos eventos em equipe e uma medalha de bronze na modaliade individual nos 200 metros livres.